# لوکا آنانیا
لوکا آنانیا (انگلیسی: Luca Anania؛ زادهٔ ۲۱ ژوئن ۱۹۸۰) بازیکن فوتبال اهل ایتالیا است.
از باشگاه‌هایی که در آن بازی کرده‌است می‌توان به باشگاه فوتبال اینتر میلان، باشگاه فوتبال لچه، باشگاه فوتبال ارورا پرو پاتریا ۱۹۱۹، باشگاه فوتبال کاتانیا، باشگاه فوتبال پادوا، باشگاه فوتبال دلفینو پسکارا، باشگاه فوتبال لیورنو، باشگاه فوتبال پرو ورچلی، و باشگاه فوتبال آولینو اشاره کرد.